# Coniferal
La empresa Coniferal Sociedad Anónima (Coniferal S.A.) es una de las instituciones privadas que presta servicios públicos de transporte público en la Ciudad de Córdoba, Argentina. La empresa tiene a cargo los corredores 1, 4 y 6 del sistema de transporte urbano de pasajeros. Sus coches son reconocidos por su color naranja y amarillo.

## Historia
Esta empresa tiene sus comienzos en el año 1958, cuando en el contexto del Transporte Público de Pasajeros existían líneas de tranvías y ómnibus de la empresa estatal (CATA), las cuales no llegaban a la Zona Norte de la Ciudad de Córdoba. Por tal motivo, un grupo de amigos toma la decisión de ser los pioneros en comunicar los barrios Marcelo T. de Alvear, Jorge Newbery, Parque Liceo, Remedios De Escalada y Guiñazu con el Centro de la ciudad, y de esta forma convertirse en una pieza fundamental para el crecimiento de este sector de Córdoba Capital.
A medida que la zona crece y aspira a mejores conexiones de viajes, la empresa se va transformando y en diciembre del año 1969 nace lo que hoy es Coniferal S.A. como institución.
De esta forma, en el año 1975, la empresa cubre barrios del Sector Oeste (barrios Quebrada de las Rosas y Don Bosco), y comienza a transportar a los empleados que en ese entonces construían el Estadio Chateau Carreras; llegando a licitar durante el 1986 el corredor número 3 (líneas que van desde el número 30 hasta el 35 inclusive), que cubría los Sectores Norte y Oeste de la urbe, y en el cual durante 15 años prestaron servicios.
Posteriormente, en el año 1990 incorporan las líneas Anillos de Circunvalación, 600 y 601, mientras que en el año 2000 tomaron el corredor número 2, líneas que iban desde la 20 hasta la 24 inclusive. De esta forma arriban al año 2001, donde en una nueva licitación del servicio, la Coniferal se hace cargo de los corredores Naranja y Amarillo, transportando diariamente a más de la tercera parte de los cordobeses. En la nueva modificación del sistema de transporte en el año 2014 por el intendente Ramón Mestre, la empresa está a cargo del corredor 1 (desde la línea 10 hasta la 19 inclusive) y del corredor 6 (desde la línea 60 hasta 68 inclusive más los barriales B60 y B61).

## Líneas

### Grupo Naranja

#### Corredor 1
| Línea                                      | Cabeceras                                                        |
| ------------------------------------------ | ---------------------------------------------------------------- |
| 10 (ex Línea N)                            | - Barrio Ituzaingó Anexo - Barrio Lasalle                        |
| 11 (ex Línea N1)                           | - Villa Allende Parque - Villa Bustos                            |
| 12 (ex Línea N2)                           | - Barrio Ituzaingó Anexo - Barrio 16 de Noviembre                |
| 13 (ex Línea N3) (a Centro de Almaceneros) | - Ciudad Universitaria - Centro De Almaceneros                   |
| 14 (ex Línea N4)                           | - Barrio Policial - Barrio Ampliación 1º De Mayo                 |
| 15 (ex Línea N5)                           | - Villa Allende Parque - Barrio Ampliación Ferreyra              |
| 16 (ex Línea N6)                           | - Ciudad Universitaria - Barrio 25 de Mayo                       |
| 17 (ex Línea N7) (ex Línea N11)            | - Barrio Ituzaingó Anexo(Evita) - Barrio centro                  |
| 18 (ex Línea T (Tamse))                    | - Ciudad Universitaria - Saldán                                  |
| 19 (ex Línea N3) (a Va. Warcalde)          | - Ciudad Universitaria - Alto Hermoso- Villa Walcarde- El bosque |

#### Corredor 6
| Línea                     | Cabeceras |
| ------------------------- | --- |
| 60 (ex Línea C5)          | - Barrio Patricios - Barrio Carrara de Horizonte                                                                              |
| 61 (ex Línea C1)          | - Barrio Yapeyú - Barrio Smata                                                                                                |
| 62 (ex Línea C2)          | - Mercado Frutihortícola (en B° Palmar) - Barrio Residencial San Roque (cada tres colectivos, sale desde B° Nuestro hogar II) |
| 63 (ex Línea C3)          | - Barrio Patricios - Barrio René Favaloro II sección                                                                          |
| 64 (ex Línea C4)          | - Barrio Estación Flores - Barrio Yapeyú                                                                                      |
| 65 (ex Línea C)           | - Barrio Patricios - Barrio Residencial San Roque                                                                             |
| 66 (ex Línea C6)          | - Ciudad Universitaria - Barrio General Arenales                                                                              |
| 67 (ex Línea C7)          | - Ciudad Universitaria - Escuela de Aviación Militar                                                                          |
| 68 (ex Línea R12)         | - Barrio La Floresta - Centro                                                                                                 |
| B60 (nueva línea barrial) | - Villa Esquiú - Barrio Yofre (N)                                                                                             |

#### Corredor 4
| Línea | Cabeceras                                                           |
| ----- | ------------------------------------------------------------------- |
| 40    | - 20 de junio - Parque Liceo III                                    |
| 41    | - Ciudad Universitaria - Guiñazú                                    |
| 42    | - Patricios - Parque República                                      |
| 43    | - 20 de junio - Ciudad Universitaria - 20 de junio - Polo Sanitario |
| 44    | - Patricios - Villa Unión                                           |
| 45    | - 20 de junio - UTN                                                 |